# So Fly
So Fly (também conhecida como I'm Fly ou ainda como Fly) é uma canção do grupo de Hip Hop estadunidense 213. A canção foi como single para álbum de estreia do grupo, The Hard Way. a canção foi escritas pelos três membros do grupo, Snoop Dogg, Warren G e Nate Dogg, tendo a produção ficado a cargo de Spike & Jamahl, Missy Elliott.

## Faixas e formatos
| N.º | Título                                 | Duração |  |
| 1.  | "So Fly" (produzido por Missy Elliott) | 4:07    |  |

## Desempenho nas paradas
| Paradas (2004)                                  | Melhor posição |
| ----------------------------------------------- | -------------- |
| Estados Unidos (Bubbling Under Hot 100 Singles) | 2              |
| Estados Unidos (Billboard R&B/Hip-Hop Airplay)  | 36             |
| Estados Unidos (Billboard R&B/Hip-Hop Songs)    | 39             |
| Estados Unidos (Billboard Radio Songs)          | 79             |
| Estados Unidos (Billboard Hot Rap Songs)        | 18             |
| Estados Unidos (Billboard Rhythmic Songs)       | 24             |